# Beatriz Artolazabal
Beatriz Artolazabal Albeniz (Vitoria, Álava, 3 de abril de 1970) es una política española de ideología nacionalista vasca.
Desde junio de 2023 ejerce de Teniente de Alcalde de Vitoria.
Anteriormente, entre 2016 y 2020, ocupó el cargo de Consejera de Empleo y Políticas Sociales. Desde septiembre de 2020 y hasta febrero de 2023 fue Consejera de Igualdad, Justicia y Políticas Sociales en el tercer gobierno presidido por Iñigo Urkullu. 
Ha estudiado Económicas en la Universidad del País Vasco. Tras trabajar en el sector privado, en el año 2000 fue elegida concejal de su ciudad natal. Fue diputada de Servicios Sociales de la Diputación de Álava, y antes fue directora económica y financiera del Servicio Vasco de Salud.

## Primeros años y educación
Nació en Vitoria, en 1970, y creció en el barrio de Zaramaga de la misma ciudad. Su madre es natural de Vergara y su padre de Plasencia de las Armas. Ambos estuvieron al frente del batzoki de Zaramaga. Licenciada en Ciencias Económicas y Empresariales por la Universidad del País Vasco, en la especialidad de Economía Internacional y Desarrollo. A los 18 años se afilió a la EGI y a los 21 años se afilió al partido Partido Nacionalista Vasco.
Trabajó como administradora en varias empresas. De 1995 a 1996 realizó trabajos administrativos y de TI en Gizaker. En 1998 realizó prácticas financieras y administrativas en la empresa de I+D+i Guascor. De 1998 a 1999 fue gerente administrativo y comercial de la empresa Astilan (empresa del grupo Sormen). Se unió a Logic Control en 1999 y fue responsable de ventas y capacitación hasta el año 2000.
En 2000 fue nombrada concejal del Ayuntamiento de Vitoria. En las elecciones municipales de 1999 se presentó en las listas de la coalición PNV-EA, pero no resultó elegida. Sin embargo, en diciembre de 2000 fue elegida por el PNV para cubrir el vacío dejado por Pedro Elosegi. Tras las elecciones municipales de 2003, volvió a ser elegida concejal, y continuó como miembro de la oposición hasta 2007. En 2005 presidió la primera boda gay en Vitoria.
En 2008 fue nombrada directora económico y financiero del Hospital de Santiago de Vitoria. Dejó su cargo en 2011 y trabajó como consultora organizacional de 2011 a 2013. Entre 2012 y 2013 fue miembro de la Asamblea Araba Titular del PNV, tratando temas de acción social, vivienda y salud. En 2013 asume la dirección económica y financiera del Servicio Vasco de Salud.
Dejó el Servicio Vasco de Salud en 2015 porque fue nombrada diputada de Servicios Sociales en la Diputación Foral de Álava. Dejó su cargo en 2016, cuando el presidente Iñigo Urkullu le nombró consejera de Empleo y Políticas Sociales del Gobierno Vasco. Tras las elecciones de 2020 al Parlamento Vasco, Artolazabal continuó como consejera de Igualdad, Justicia y Políticas Sociales en el tercer gobierno de Urkullu. En septiembre de 2021, su departamento recibió la potestad de gestión de los centros penitenciarios incluida en el estatuto de Gernika, que hasta entonces estaba en manos del Gobierno español.
En septiembre de 2022, cuando estaban a punto de comenzar los procesos internos del PNV para la presentación de candidatos a las elecciones municipales y provinciales de 2023, su nombre cobró fuerza como potencial candidato a la Diputación Foral de Álava o al Ayuntamiento de Vitoria. El 25 de octubre se anunció que la Asamblea de Jefes de Álava del PNV le propondría alcalde de Vitoria, en sustitución de Gorka Urtaran. De esta forma, se convirtió en la segunda mujer propuesta por el PNV para ser alcaldesa de una capital vasca, después de María Jesús Agirre (cabeza de lista de la coalición PNV-EA en 1999).

## Vida personal
Vive en Mendívil, Arrazua-Ubarrundia. Está casada y tiene un hijo y una hija. No aprendió vasco de niña, porque su familia no lo hablaba, e inició el proceso de aprenderlo de adulta.

## Resultados electorales
| Elecciones                  | Partido | Partido | Coalición | Coalición | Distrito           | Posición     | Resultado  |
| --------------------------- | ------- | ------- | --------- | --------- | ------------------ | ------------ | ---------- |
| Elecciones municipales 1999 |         | PNV     |           | PNV-EA    | Vitoria            | 13.ª (de 27) | No elegida |
| Elecciones municipales 2003 |         | PNV     |           | PNV-EA    | Vitoria            | 5.ª (de 27)  | Elegida    |
| Elecciones municipales 2015 |         | PNV     |           |           | Arrazua-Ubarrundia | 7.ª (de 7)   | No elegida |
| 1.                          |         |         |           |           |                    |              |            |